# KF Trepça'89
KF Trepça'89 is een Kosovaarse voetbalclub uit Mitrovicë.
De club werd in 1989 opgericht als afsplitsing van FK Trepča door Kosovaars Albanese spelers onder de naam Minatori'89. In 2000 werd de huidige naam aangenomen. Trepça'89 werd in het seizoen 2016/17 landskampioen en neemt deel aan de UEFA Champions League 2017/18 waarin het in de eerste ronde Víkingur Gøta uit de Faeröer lootte. Dit is de eerste Kosovaarse deelname aan de UEFA Champions League omdat in het voorgaande seizoen KF Feronikeli geen licentie kreeg.

## Erelijst
- Superliga

2016/17
- Liga e Parë

2009/10
- Kupa e Kosovës

2011/12

## Europa
#Q = #kwalificatieronde, T/U = Thuis/Uit, W = Wedstrijd, PUC = punten UEFA coëfficiënten .
Uitslagen vanuit gezichtspunt KF Trepça'89
| Seizoen | Competitie       | Ronde | Land             | Club          | Totaalscore | 1e W    | 2e W    | PUC |
| ------- | ---------------- | ----- | ---------------- | ------------- | ----------- | ------- | ------- | --- |
| 2017/18 | Champions League | 1Q    | Vlag van Faeröer | Víkingur Gøta | 2-6         | 1–2 (U) | 1-4 (T) | 0.0 |